# SA Tennis Open 2011 - Qualificazioni singolare
Le qualificazioni del singolare  dello  SA Tennis Open 2011 sono state un torneo di tennis preliminare per accedere alla fase finale della manifestazione. I vincitori dell'ultimo turno sono entrati di diritto nel tabellone principale. In caso di ritiro di uno o più giocatori aventi diritto a questi sono subentrati i lucky loser, ossia i giocatori che hanno perso nell'ultimo turno ma che avevano una classifica più alta rispetto agli altri partecipanti che avevano comunque perso nel turno finale.

## Giocatori

### Teste di serie
1. Milos Raonic (qualificato)
2. Thiago Alves (Ultimo turno, Lucky Loser)
3. Rajeev Ram (ultimo turno)
4. Stefano Galvani (qualificato)

1. Raven Klaasen (qualificato)
2. Harel Levy (ultimo turno)
3. Philipp Oswald (ultimo turno)
4. Pierre-Ludovic Duclos (secondo turno)

### Qualificati
1. Milos Raonic
2. Nikala Scholtz

1. Raven Klaasen
2. Stefano Galvani

### Lucky Loser
1. Thiago Alves

## Tabellone qualificazioni

### 1ª sezione
|  | Primo turno | Primo turno     | Primo turno     | Primo turno | Primo turno |  |  | Ultimo turno | Ultimo turno | Ultimo turno | Ultimo turno | Ultimo turno |  |
|  |             |                 |                 |             |             |  |  |              |              |              |              |              |  |
|  | 1           | Milos Raonic    | 2               | 6           | 6           |  |  |              |              |              |              |              |  |
|  |             | Tomasz Bednarek | 6               | 0           | 4           |  |  | 1            | Milos Raonic | Milos Raonic | 6            | 6            |  |
|  |             | Steffen Solomon | Steffen Solomon | 2           | 1           |  |  | 6            | Harel Levy   | Harel Levy   | 2            | 1            |  |
|  | 6           | Harel Levy      | Harel Levy      | 6           | 6           |  |  |              |              |              |              |              |  |

### 2ª sezione
|  | Primo turno    | Primo turno    | Primo turno   | Primo turno | Primo turno |  |  | Secondo turno | Secondo turno         | Secondo turno         | Secondo turno  | Secondo turno  |   |   | Ultimo turno | Ultimo turno | Ultimo turno | Ultimo turno | Ultimo turno |  |
|  |                |                |               |             |             |  |  |               |                       |                       |                |                |   |   |              |              |              |              |              |  |
|  |                |                |               |             |             |  |  |               |                       |                       |                |                |   |   |              |              |              |              |              |  |
|  |                |                |               |             |             |  |  | 2             | Thiago Alves          | 5                     | 7              | 6              |   |   |              |              |              |              |              |  |
|  | WC             | Ashley Fisher  | Ashley Fisher | 4           | 2           |  |  |               | Rogier Wassen         | 7                     | 5              | 0              |   |   |              |              |              |              |              |  |
|  |                | Rogier Wassen  | Rogier Wassen | 6           | 6           |  |  |               |                       |                       |                |                |   |   | 2            | Thiago Alves | Thiago Alves | 3            | 1            |  |
|  | Ruan Roelofse  | Ruan Roelofse  | 5             | 6           | 63          |  |  |               |                       |                       | Nikala Scholtz | Nikala Scholtz | 6 | 6 |              |              |              |              |              |  |
|  | Nikala Scholtz | Nikala Scholtz | 7             | 4           | 7           |  |  |               | Nikala Scholtz        | Nikala Scholtz        | 7              | 6              |   |   |              |              |              |              |              |  |
|  |                |                |               |             |             |  |  | 8             | Pierre-Ludovic Duclos | Pierre-Ludovic Duclos | 62             | 3              |   |   |              |              |              |              |              |  |
|  |                |                |               |             |             |  |  |               |                       |                       |                |                |   |   |              |              |              |              |              |  |

### 3ª sezione
|  | Primo turno | Primo turno   | Primo turno   | Primo turno | Primo turno |  |  | Ultimo turno | Ultimo turno  | Ultimo turno  | Ultimo turno | Ultimo turno |  |
|  |             |               |               |             |             |  |  |              |               |               |              |              |  |
|  | 3           | Rajeev Ram    | Rajeev Ram    | 6           | 6           |  |  |              |               |               |              |              |  |
|  |             | Mark Fynn     | Mark Fynn     | 0           | 1           |  |  | 3            | Rajeev Ram    | Rajeev Ram    | 1            | 5            |  |
|  |             | Jordan Kerr   | Jordan Kerr   | 2           | 3           |  |  | 5            | Raven Klaasen | Raven Klaasen | 6            | 7            |  |
|  | 5           | Raven Klaasen | Raven Klaasen | 6           | 6           |  |  |              |               |               |              |              |  |

### 4ª sezione
|  | Primo turno | Primo turno           | Primo turno           | Primo turno | Primo turno |  |  | Ultimo turno | Ultimo turno    | Ultimo turno    | Ultimo turno | Ultimo turno |  |
|  |             |                       |                       |             |             |  |  |              |                 |                 |              |              |  |
|  | 4           | Stefano Galvani       | Stefano Galvani       | 6           | 6           |  |  |              |                 |                 |              |              |  |
|  |             | David Thurner         | David Thurner         | 2           | 4           |  |  | 4            | Stefano Galvani | Stefano Galvani | 6            | 6            |  |
|  |             | Jaan-Frederik Brunken | Jaan-Frederik Brunken | 3           | 65          |  |  | 7            | Philipp Oswald  | Philipp Oswald  | 1            | 3            |  |
|  | 7           | Philipp Oswald        | Philipp Oswald        | 6           | 7           |  |  |              |                 |                 |              |              |  |